# ランディ・グロスマン
ランディ・グロスマン（Randy Grossman 1952年9月20日- ）はペンシルベニア州フィラデルフィア出身のアメリカンフットボール選手。NFLのピッツバーグ・スティーラーズで1974年から1981年までプレーした。ポジションはタイトエンド。愛称はユダヤ系であることからチームメートのドワイト・ホワイトに名付けられたラビ。

## 経歴
肉屋の息子として生まれた。高校時代にはアメリカンフットボールとレスリングを行った。
テンプル大学に進学した彼は3年間先発タイトエンドを務めた。1972年に彼は23キャッチで349ヤードを獲得、4タッチダウンをあげた。1973年に彼はチームトップの39回のキャッチで683ヤードを獲得、4タッチダウンをあげた。
彼は1974年、ドラフト外フリーエージェントでピッツバーグ・スティーラーズに入団した。この時の契約金額は最低年俸わずか15,000ドル（2012年の価値に直しても355,000ドル）であった。
第10回スーパーボウルではテリー・ブラッドショーからのTDパスをキャッチしている。1976年のドラフトで、スティーラーズがベニー・カニンガムを獲得するとグロスマンは控えとなった。1978年、カニンガムが負傷してシーズン絶望となった。この年、彼は自己ベストの37回のキャッチで448ヤードを獲得、1タッチダウンをあげた。
1981年の引退までに、第9回、第10回、第13回、第14回と4回のスーパーボウル優勝を果たした。
現役引退後は、金融投資顧問を務めている。

## 人物
彼はユダヤ人NFL選手として最多のスーパーボウルリング4個を持っている。これに続くのがサンフランシスコ・フォーティナイナーズでプレーしたハリス・バートン（3個）、ジョン・フランク（2個）、ライル・アルゼイドなど（1個）である。
第13回スーパーボウルを前に相手ディフェンスのトーマス・ヘンダーソンに、誰かが死んだり足を骨折しなければ出場できない選手と挑発された。
サンディエゴ・チャージャーズなどでプレーしたバート・グロスマンは従兄弟。